# انجمن اوریگامی امریکا
انجمن اوریگامی امریکا (گاهی اوقات با نام اختصاری "OUSA" شناخته می شود ) بزرگترین سازمان اریگامی در ایالات متحده است که دفاتر آن در موزه تاریخ طبیعی آمریکا در شهر نیویورک واقع شده است . این انجمن در سال 1980 توسط مایکل شال ، آلیس گری و لیلیان اوپنهایمر به عنوان دوستان مرکز اوریگامی آمریکا تاسیس شد و در 1 ژوئیه 1994 به OrigamiUSA تغییر نام پیدا کرد  انجمن اوریگامی امریکا از زمان تاسیس، کاملاً غیرانتفاعی و به طور داوطلبانه به فعالیت پرداخته و یک شرکت است.انجمن اوریگامی امریکا بزرگترین کنوانسیون اریگامی در جهان را هر ماه ژوئن در شهر نیویورک برگزار می‌کند ، و علاوه بر این مجله، مقاله ، مجموعه‌ای سالانه از نمودارهای اریگامی و در وب سایت خود منتشر می‌کند، و همچنین دوره‌های آموزشی را ارائه می‌دهد و از فعالیتهای متعدد دیگران پشتیبانی می‌کند. 

## اهداف انجمن
بیانیه مأموریت به شرح زیر است: "مأموریت انجمن اوریگامی امریکا این است که شادی و قدردانی از اوریگامی را حفظ کند ، رشد آن را پرورش دهد ، مردم را گرد هم آورد و جامعه را در میان پوشه‌های کاغذ تشویق کند." 

## خدمات و فعالیتها
- کنوانسیون سالانه [۳] : به طور معمول در آخر هفته آخر ماه ژوئن در دانشگاه سنت جان در کوئینز ، نیویورک از سال 2016 برگزار می شود ، کنوانسیون سالانه بزرگترین کنوانسیون اریگامی در جهان است. [۴] مکان های قبلی موسسه فناوری مد و کالج منهتن در شهر نیویورک بودند. هر ساله 800 نفر در آن شرکت می کنند و به طور معمول 30 جلسه موازی کلاس آموزشی اریگامی برای کل آخر هفته و همچنین سمینارهای ویژه طراحی و تکنیک های تاشو ارائه می دهند. میهمانان ویژه هر ساله از مکانهای بسیار دور حضور می یابند. مهمانان قبلی عبارتند از کاد چان از هنگ کنگ ، [۵] توموکو فوزه از ژاپن ، [۶] نیک رابینسون از انگلستان ، [۷] و توشی کازو کاوازاکی از ژاپن. [۸]
- مقاله [۹] : مجله چاپی OrigamiUSA ، مقاله تقریباً هر سه ماه یکبار منتشر می شود ، حاوی مقالاتی درباره فعالیتهای اریگامی و نمودارهای جدید و منتشر نشده است. اعضا مقاله را از طریق پست دریافت می کنند.
- Fold [۱۰] : مجله آنلاین OrigamiUSA ، The Fold به طور مداوم در طول سال منتشر می شود ، و مقالات جدید هر ماه به طور متوسط به چاپ می رسد. OrigamiUSA این مجله را با ترکیبی از محتوای فقط برای اعضا و دسترسی آزاد متشکل از مقالات ، نمودارها ، فیلم ها ، انیمیشن ها و موارد دیگر برای اعضا و بازدید کنندگان منتشر می کند. [۱۱]
- مجموعه اریگامی: کتابی از نمودارها است که سالانه برای جدیدترین ساخته ها توسط پوشه های سراسر جهان منتشر می شود. [۱۲]
- وزهای جهانی اریگامی [۱۳] : یک جشن 2-1 / 2 هفته ای از جامعه بین‌المللی اریگامی روزهای جهانی اریگامی هر ساله از 24 اکتبر تا 11 نوامبر برگزار می شود ، با این هدف که اوریگامی با تدریس کلاس هر چه بیشتر دیده شود ، تا شدن در اتوبوس ، اوریگامی دادن به دوستان ، نمایش مدل های خود و غیره 24 اکتبر سالروز تولد لیلیان اوپنهایمر (1898-1992) است که اولین گروه اریگامی را در آمریکا تاسیس کرد. وی همچنین یکی از بنیانگذاران انجمن اریگامی انگلیس و OrigamiUSA بود. او که زنی پویا بود ، از جادویی که در یک تکه کاغذ پیدا شد خوشحال شد و می خواست آن را با دنیا به اشتراک بگذارد. 11 نوامبر روز اریگامی در ژاپن است ، جایی که جرثقیل اریگامی به نمادی از صلح تبدیل شده است.